# Ряховский, Николай Андреевич
Николай Андреевич Ряховский (1872—1932) — активный участник революционного движения в  Воронежской губернии в конце XIX — начале XX века, один из создателей воронежского «Центрального кружка социал-демократов».

## Биография
Родился в 1872 году в селе Домачи Рязанской губернии (ныне Лев-Толстовский район Липецкой области) где окончил церковно-приходскую школу. Затем учился в Тамбовской гимназии и в Московском университете, где начал революционную деятельность. В 1884 году за участие в собрании землячеств по изменению академического устава исключён и выслан из Москвы.
В 1895 году поступил в Харьковский университет, где продолжил революционную деятельность. После обнаружения в квартире студента нелегальной литературы был в 1896 году выслан в Воронеж под надзор полиции. На новом месте возглавил социал-демократический кружок в железнодорожных мастерских. 1 мая 1897 года выступил с речью на первой в истории Воронежа маёвке.
В 1897 году снова арестован. После годичного тюремного заключения в 1999 году сослан в Сибирь (Енисейская губерния), где познакомился с В. И. Ульяновым (Лениным). Вернувшись в 1902 году из ссылки в Воронеж, возобновил революционную деятельность. Работал в Борисоглебске и Воронеже. Во время революции 1905—1907 годов был одним из руководителей воронежских большевиков, член воронежского Делегатского собрания (Совета рабочих депутатов, 1905 год). Неоднократно арестовывался.
С 1916 (по другим данным, 1910) по 1930 год (с перерывами) работал старшим ассистентом, а затем профессором Московской сельскохозяйственной академии.
С января 1923 года по совместительству — научный сотрудник Института чистых химических реактивов (ИРЕА).

## Сочинения
- А. Н. Саханов и Н. А. Ряховский. Вязкость жидких смесей. ЖРФХО, 1915, т. 47, вып. 1.